# Politikens filmjournal 093
|  | Denne artikel er oprettet af botten Steenthbot ud fra en ekstern database. Den kan derfor have sproglige fejl eller mangler. Denne skabelon kan fjernes efter kontrol af indholdet. |

Politikens filmjournal 093 er en dansk dokumentarfilm fra 1951.

## Handling
1) "Army-Day" i Tyskland. Militærparader i den amerikanske zone.

2) 10-dages cykelløb i Forum. Justitsminister Helga Pedersen åbner løbet.

3) Englands udenrigsminister Herbert Morrison på officielt besøg i Tyskland. Modtages af kansler Konrad Adenauer og præsident Theodor Heuss.

4) Tennislandskampen Tyskland-Danmark i Berlin. Kurt Nielsen og Torben Ulrich spiller.

5) Kæmpeeksplosion i Utah-ørkenen. Den amerikanske hær foretager sprængstoftest.

6) Bob Hope på golfbane i England.

7) Jeep-klub på udflugt over stok og sten i Yakima i Washington, USA.

## Medvirkende
- Bob Hope
- Torben Ulrich